# Elbridge Gerry
Elbridge Gerry (Marblehead, 1744. július 17. – Washington County, 1814. november 23.) amerikai kereskedő, politikus és diplomata, aki az Egyesült Államok ötödik alelnöke volt James Madison alatt 1813 és 1814 között, haláláig. A második alelnök volt, aki hivatali ideje közben halt meg. Az alapító atyák egyike, róla kapta a nevét a választókerület-manipuláció fogalom angol elnevezése, a gerrymandering.
Gazdag kereskedőcsaládba született, nagy ellenzője volt a brit kolonizációnak az 1760-as években és aktív volt az amerikai függetlenségi háború szervezésében. Megválasztották a második kontinentális kongresszusba, egyike volt azoknak, akik aláírták a függetlenségi nyilatkozatot és a konföderációs egyezményt. Egyike volt annak a három férfinak, akik részt vettek az 1787-es alkotmánygyűlésen, de nem volt hajlandó aláírni az első példányt, mert annak nem volt része a jognyilatkozat. A ratifikációt követően beválasztották az első kongresszusba, ahol nagy szerepe volt a jognyilatkozat megírásában és elfogadásában, aktívan részt vett az államok jogainak fenntartásában.
Gerry eredetileg ellenezte politikai pártok létrehozását és fontos barátságokat alakított ki a föderalisták és a demokrata-republikánusok között is. Része volt az amerikai küldöttségnek Franciaországba és a Föderalisták őt hibáztatták a két fél közötti megromlott kapcsolatokért. Ennek következtében Gerry demokrata-republikánus lett és többször is indult Massachusetts kormányzói székért sikertelenül, mielőtt 1810-ben megnyerte a választást. Második terminusa idején a törvényhozás elfogadott egy javaslatot, amiből megszületett a gerrymandering fogalma. Elvesztette a következő választást, de az állami szenátus demokrata-republikánus maradt. Az 1812-es választáson ő volt pártja alelnökjelöltje, meg is választották a pozícióra. Idős kora és romló egészsége miatt csak 21 hónapig volt hivatalban mielőtt meghalt. A függetlenségi nyilatkozat egyetlen aláírója, akit a fővárosban temettek el.

## Választási eredmények

### Előválasztások
| Párt     | Jelölt           | Szavazatszám | %      |
| -------- | ---------------- | ------------ | ------ |
|          | Elbridge Gerry   | 74           | 52,48% |
|          | John Langdon     | 64           | 45,39% |
|          | Egyéb szavazatok | 3            | 2,13%  |
| Összesen | Összesen         | 141          | 100,0% |

### Választások
| Párt             | Jelölt           | Szavazatszám | %      |
| ---------------- | ---------------- | ------------ | ------ |
|                  | Caleb Strong     | 19 630       | 50,31% |
|                  | Elbridge Gerry   | 17 019       | 43,62% |
|                  | Moses Gill       | 2 019        | 5,18%  |
| Egyéb szavazatok | Egyéb szavazatok | 350          | 0,90%  |
| Összesen         | Összesen         | 39 018       | 100,0% |

| Párt             | Jelölt           | Szavazatszám | %      |
| ---------------- | ---------------- | ------------ | ------ |
|                  | Caleb Strong     | 25 452       | 55,55% |
|                  | Elbridge Gerry   | 20 184       | 44,05% |
| Egyéb szavazatok | Egyéb szavazatok | 180          | 0,39%  |
| Összesen         | Összesen         | 45 816       | 100,0% |

| Párt             | Jelölt           | Szavazatszám | %      |
| ---------------- | ---------------- | ------------ | ------ |
|                  | Caleb Strong     | 29 983       | 60,47% |
|                  | Elbridge Gerry   | 19 443       | 39,22% |
| Egyéb szavazatok | Egyéb szavazatok | 155          | 0,31%  |
| Összesen         | Összesen         | 49 581       | 100,0% |

| Párt             | Jelölt           | Szavazatszám | %      |
| ---------------- | ---------------- | ------------ | ------ |
|                  | Caleb Strong     | 29 199       | 67,27% |
|                  | Elbridge Gerry   | 13 910       | 32,05% |
| Egyéb szavazatok | Egyéb szavazatok | 298          | 0,69%  |
| Összesen         | Összesen         | 43 407       | 100,0% |

| Párt             | Jelölt           | Szavazatszám | %      |
| ---------------- | ---------------- | ------------ | ------ |
|                  | Elbridge Gerry   | 46 541       | 51,25% |
|                  | Christopher Gore | 44 079       | 48,54% |
| Egyéb szavazatok | Egyéb szavazatok | 193          | 0,21%  |
| Összesen         | Összesen         | 90 813       | 100,0% |

| Párt             | Jelölt           | Szavazatszám | %      |
| ---------------- | ---------------- | ------------ | ------ |
|                  | Elbridge Gerry   | 43 828       | 52,07% |
|                  | Christopher Gore | 40 142       | 47,69% |
| Egyéb szavazatok | Egyéb szavazatok | 195          | 0,23%  |
| Összesen         | Összesen         | 84 165       | 100,0% |

| Párt             | Jelölt           | Szavazatszám | %      |
| ---------------- | ---------------- | ------------ | ------ |
|                  | Caleb Strong     | 52 696       | 50,60% |
|                  | Elbridge Gerry   | 51 326       | 49,28% |
| Egyéb szavazatok | Egyéb szavazatok | 124          | 0,12%  |
| Összesen         | Összesen         | 104 146      | 100,0% |

| Párt     | Jelölt           | Szavazatok   | Szavazatok | Elektorok       | Elektorok |
| Párt     | Jelölt           | Szavazatszám | %          | Elektorok száma | %         |
| -------- | ---------------- | ------------ | ---------- | --------------- | --------- |
|          | Elbridge Gerry   | 140 431      | 50,4%      | 128             | 58,98%    |
|          | Jared Ingersoll  | 132 781      | 47,6%      | 86              | 39,63%    |
|          | Elbridge Gerry   | 132 781      | 47,6%      | 3               | 1,38%     |
|          | William R. Davie | 5 574        | 2,0%       | 0               | 0,00%     |
| Összesen | Összesen         | 278 786      | 100,0%     | 217             | 100,0%    |